# 加勒比开发银行
加勒比开发银行（Caribbean Development Bank，CDB）是加勒比海地区的一家区域性银行。1969年10月18日，16个加勒比国家和２个非本地区成员在牙买加金斯敦签署协议，决定成立加勒比开发银行。1970年1月26日，协议生效。总部设在巴巴多斯布里奇敦。该行的宗旨是促进加勒比地区成员国经济的协调发展，推进经济合作及本地区的经济一体化，为本地区发展中国家提供贷款援助。主要业务是提供财政和技术援助。

## 成员国

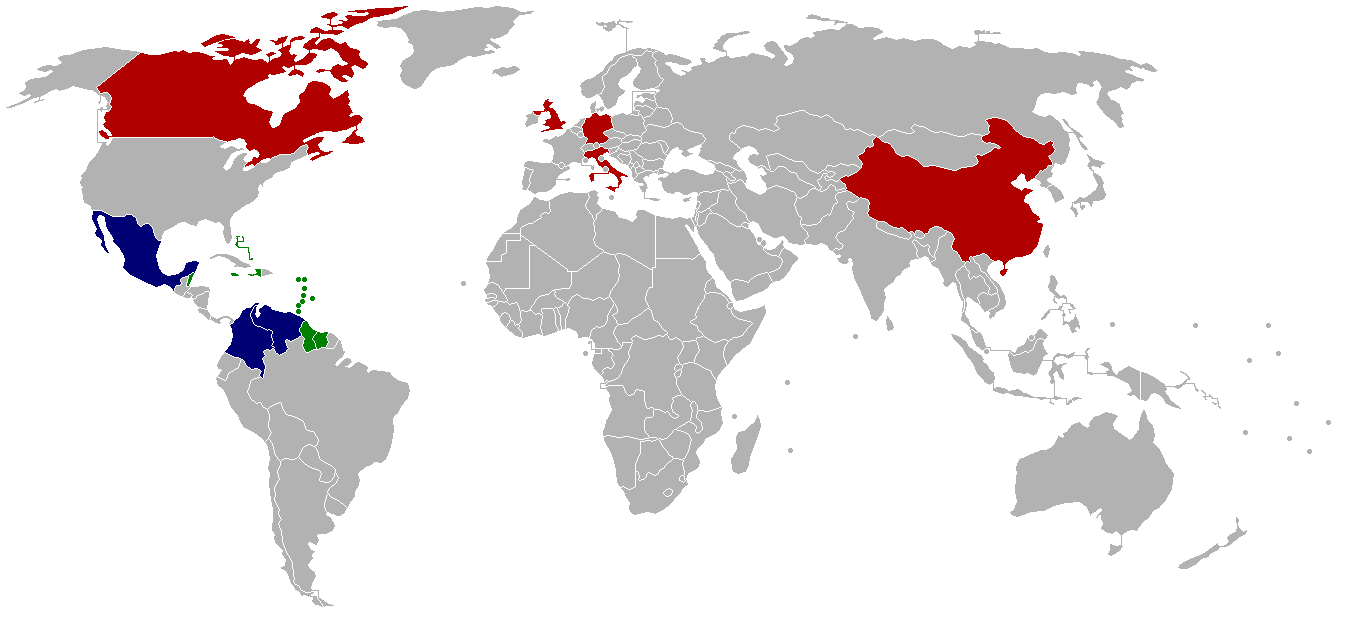
綠色为本地区成员国,蓝色为其他本地区成员国，红色为非本地区成员国。

### 本地区成员国
| - 安地卡及巴布達 - 巴哈马 - 英屬維爾京群島 - 开曼群岛 - 古巴（等待加入） - 多米尼克 - （等待加入） - 格瑞那達 | - 海地 - 牙买加 - 圣基茨和尼维斯 - 圣卢西亚 - 苏里南 - 千里達及托巴哥 |

### 其他本地区成员国
| - 阿根廷（等待加入） - 巴西 - 哥伦比亚 - 墨西哥 - 委內瑞拉 |

### 非本地区成员国
| - 加拿大 - 中华人民共和国 - 德国 - 義大利 - 英国 |